# Jorma Panula
Jorma Panula, né le 10 août 1930 à Kauhajoki, est un chef d'orchestre, compositeur et professeur finlandais.

## Biographie
Il étudie la musique religieuse et la direction d'orchestre à l'Académie Sibelius d'Helsinki avec comme professeurs Leo Funtek, Dean Dixon, Albert Wolff et Franco Ferrara.
Directeur artistique et chef de l'Orchestre philharmonique de Turku, de 1963 à 1965, de l'Orchestre philharmonique d'Helsinki de 1965 à 1972, puis de l'Orchestre symphonique d'Århus de 1970 à 1973. Il a régulièrement été chef invité de l'Opéra national de Finlande.
Il a été professeur de direction d'orchestre à l'Académie Sibelius de 1973 à 1994, ainsi qu'aux Conservatoires royaux de Stockholm et de Copenhague.
Il a eu comme élève Esa-Pekka Salonen, Mikko Franck, Sakari Oramo (qui a succédé à Simon Rattle à la tête de l'Orchestre symphonique de Birmingham), Jukka-Pekka Saraste, Hannu Lintu, Osmo Vänskä, Susanna Mälkki, Ricardo Chiavetta, Matthias Manasi (de), Klaus Mäkelä et Tarmo Peltokoski. Selon Ivan A. Alexandre, il peut être considéré comme le professeur le plus fécond de ces trente dernières années.

## Le compositeur
Il a également composé un grand nombre d'œuvres, tels les opéras Jaako Ilkka et Rivière qui mélangent musique, art visuel et art de la vie quotidienne. Parmi ses autres compositions, on peut citer sa musique religieuse, un concerto pour violon, un capriccio jazz et de la musique vocale.

## Discographie sélective
Jorma Panula a gravé de nombreux disques consacrés au répertoire finlandais. Son enregistrement du Kullervo de Jean Sibelius, avec l'Orchestre philharmonique de Turku, est une référence. On peut également citer l'enregistrement de la symphonie n° 3 de Leevi Madetoja, l'élève le plus doué de Sibelius, avec l'Orchestre philharmonique d'Helsinki.